# Hermann Stadlin
Hermann Stadlin (* 23. April 1872 in Zug; heimatberechtigt ebenda; † 7. Juli 1950 in Beckenried) war ein Schweizer Redaktor, Bankdirektor, Kantons-, Regierungs- und Nationalrat. Er verfasste 1896 die erste Dissertation über zugerisches Recht.

## Leben und Wirken
Hermann Stadlin war Sohn des Fürsprechs und Stadtrats Josef Stadlin und der Josepha geborene Keiser. Nach der Matura am Zuger Gymnasium studierte er von 1891 bis 1894 Rechtswissenschaften an den Universitäten München, Berlin und Leipzig. Er wurde 1896 in Bern promoviert und heiratete im folgenden Jahr Lina Graf. Im Jahr 1916 wurde er zum Oberstleutnant befördert. Anwalt in Zug.
Stadlin führte eine Anwaltskanzlei in Zug, an der auch seine Frau inoffiziell tätig war. Von 1903 bis 1920 war er Redaktor des freisinnigen Zuger Volksblatts. Seine Ehefrau wirkte auch dort unter seinem Namen mit und versorgte das Blatt mit frauenspezifischen Artikeln. Stadlin zählte zu den führenden Freisinnigen auf kantonaler und eidgenössischer Ebene. Von 1899 bis 1920 war er Zuger Kantonsrat und von 1902 bis 1920 Regierungsrat sowie von 1911 bis 1921 Nationalrat. Stadlin war vielseitig engagiert und eins seiner Anliegen war die Einführung der Alters- und Hinterlassenenversicherung (AHV).
Verwaltungsratsmandate hatte Stadlin bei den Elektrischen Strassenbahnen im Kanton Zug (ESZ) und der Dampfschifffahrts-Gesellschaft für den Zugersee. Bei der wegen «spekulativer» Aktiengeschäfte anrüchigen Trustgesellschaft für Industriewerte (später Bank für Handel und Industrie) war Stadlin von 1909 bis 1910 Präsident des Verwaltungsrats. Im Jahr 1920 wurde er Direktor und 1930 Generaldirektor der Schweizerischen Volksbank in Bern. Nachdem diese in der Weltwirtschaftskrise 1933 vom Bund vor dem Zusammenbruch gerettet wurde, musste er diese 1934 verlassen und zog sich ins Privatleben zurück.

## Belege
1. 1 2 3  Renato Morosoli: Hermann Stadlin. In: Historisches Lexikon der Schweiz.  24. Februar 2012.

| Personendaten    | Personendaten                                  |
| ---------------- | ---------------------------------------------- |
| NAME             | Stadlin, Hermann                               |
| ALTERNATIVNAMEN  | Stadlin-Graf, Hermann (Ehename)                |
| KURZBESCHREIBUNG | Schweizer Redaktor, Bankdirektor und Politiker |
| GEBURTSDATUM     | 23. April 1872                                 |
| GEBURTSORT       | Zug, Schweiz                                   |
| STERBEDATUM      | 7. Juli 1950                                   |
| STERBEORT        | Beckenried, Schweiz                            |